# Pikasti mišjak
Pikasti mišjak (znanstveno ime Conium maculatum) je strupena dvoletna zelnata kobulnica, ki raste v zmerno toplih območjih v Evropi in na Mediteranu. Vsi deli rastline so strupeni, po svoji strupenosti pa je svetovno znana med ostalim zato, ker so s strupom iz te rastline usmrtili Sokrata.
V isti rod spada prav tako strupena vrsta Conium chaerophylloides, ki pa raste na območju južne Afrike. 

## Opis zgradbe
Pikasti mišjak zraste od 1,5–2,5 m v višino. Steblo je votlo, gladko in zelene barve z rdečimi ali vijoličnimi pegami oz. črtami na spodnji polovici stebla. Listi so pernato deljeni in trikotne oblike, v dolžino merijo do 50 cm, v širino pa do 40 cm. Cvetovi so majhni, združeni v kobule premera od 10–15 cm in so bele barve. Plodovi so majhni, dolžine od 3–4 mm, in so ob strani sploščeni. Pri mečkanju cvetov in listov rastlina oddaja neprijeten vonj po miših, po čemer je tudi dobila svoje ime.

## Življenjski prostor in ekologija
Pikasti mišjak raste na zmerno toplih območjih pod 1.500 m nadmorske višine v Evropi in na Mediteranu, kar torej vključuje tudi del jugozahodne Azije in severne Afrike. Vnešen je bil tudi na druga območja v Aziji, Severni Ameriki, Avstraliji in Novi Zelandiji. V 12 zveznih državah ZDA, med ostalim v Kaliforniji, je obravnavana kot invazivna vrsta. V Sloveniji je prizadeta vrsta.
Raste redko na vlažnih tleh, še posebej blizu potokov, jarkov in blizu ostalega kopenskega vodovja, pa tudi ob plotovih, živih mejah, na odlagališčih smeti cestah ter neobdelanih ali zapuščenih površinah, kot so robovi obdelovalnih površin, kamniti izdanki in skladišča lesa.
Ličinke (larve) nekaterih vrst metuljev se prehranjujejo s pikastim mišjakom. Cveti spomladi, mnogosemenski plod oz. pokovec pa se odpre poleti.

## Strupenost
Vsi deli rastline so strupeni, predvsem semena in korenika. V pikastem mišjaku je bilo odkritih več piperidinskih alkaloidov, med katerimi sta dva, koniin in gama-konicein (γ-konicein), prisotna v največjih količinah. Rastlina sintetizira te alkaloide iz osmih acetatnih enot, pri čemer nastane poliketokislina, sledi ciklizacija spojine preko encima aminotransferaza in v končni fazi preko od NADPH-odvisne reduktaze nastane gama-konicein kot izhodiščna spojina za vse ostale alkaloide.
Najpomembnejši alkaloid je koniin, ki je po kemični strukturi podoben nikotinu. Spada med nevrotoksine, ki še posebej ovirajo delovanje osrednjega živčevja in je toksičen tako za človeka kot tudi za vse vrste živine. Koniin podobno kot kurare (oz. njegov glavni toksin D-tubokurarin) blokira živčnomišične stike. Za odraslega človeka je lahko usodno že 100 mg koniina (npr. 6 do 8 listov rastline). Ogrožena skupina ljudi so teoretično otroci zaradi manjše telesne mase.

### Klinični simptomi in znaki
Pri akutni zastrupitvi se sprva naglo pojavijo draženje sluznice ustne votline ter slinjenje (salivacija), slabost, bruhanje in blaga bolečina v trebuhu. Počasno bitje srca (bradikardija), visok krvni tlak (hipertenzija) in zoženost zenic (mioza) lahko naglo preidejo v pospešeno bitje srca (tahikardija), nizek krvni tlak (hipotenzija) in razširjene zenice (midriaza). V hujših primerih se pojavijo krči mišic, nato pa pride do njihove ohromitve (paralize); najnevarnejša je ohromitev dihalnih mišic, ki privede do smrti zaradi zadušitve. Čeprav je glavna vstopna pot zaužitje, se lahko tudi pri kožnem (dermalnem) stiku pojavijo otopelost, dermatitis in verjetno tudi sistemska absorpcija.
Pri diagnostiki zastrupitve je potrebno narediti plinsko analizo arterijske krvi in izmeriti elektrolite. Priporočljivo je pridobiti vzorec rastline za botanično in farmakognostično identifikacijo.
Prva pomoč pri zastrupitvi vključuje izpiranje (lavaža) želodca ali sproženje bruhanja, ki mu sledi administracija aktivnega oglja z laksativom. Zdravljenje je v glavnem podporno, bistveno pa je umetno predihovanje (ventilacija), dokler ne izzvenijo učinki, tj. od 48-72 ur.

### Kronična zastrupitev
Kronična zastrupitev se pojavi samo pri brejih živalih (predvsem pri domačem govedu, ovcah in prašičih), ko se organi ploda še razvijajo. Mladiči se zato rodijo razvojnimi nepravilnostmi (tj. deluje teratogeno), povečini z razcepljenim nebom (palatoshizo) in multiplo artrogripozo (skrčenost sklepov), katero se do določene mere sicer lahko popravi s kirurškim posegom, za večino tovrstnih mladičev pa ni pomoči. Glede na to, da trenutno ne obstaja noben protistrup (antidot), je najboljša preventiva uporaba herbicidov in pasenjem manj občutljivih živali, kot so ovce. Strupeni alkaloidi lahko vstopijo v človeško prehrano tudi preko mleka in perutnine.

### Uporaba
V antični Grčiji so strup pikastega mišjaka uporabljali za usmrtitve obsojencev. Najbolj znana usmrtitev je sojenje Sokratu, ki je bil leta 399 pr. n. št. obsojen na smrt zaradi brezboštva. V zvezi s tem so se pojavljale razprave, ali je bil strupeni zvarek pripravljen iz velike trobelike (Cicuta virosa), saj sta rastlini po zgradbi in strupenosti dokaj podobni. Velika trobelika sicer raste v Evropi samo v osrednjem delu in ni prisotna na Mediteranu, zaradi česar je ta domneva v splošnem ovržena.
Glede na zapise v Stari zavezi naj bi se Izraelci zastrupili s strupom pikastega mišjaka preko mesa prepelic, ki so se prehranjevale s semeni te rastline, kar se je odrazilo pri ljudeh predvsem kot razkroj skeletne mišice (rabdomioliza).